# Jinggu, Jinggu
Jinggu Zhen (kinesiska: 景谷, 景谷镇) är en köping i Kina. Den ligger i provinsen Yunnan, i den sydvästra delen av landet, omkring 260 kilometer sydväst om provinshuvudstaden Kunming.
Genomsnittlig årsnederbörd är 1 331 millimeter. Den regnigaste månaden är juli, med i genomsnitt 329 mm nederbörd, och den torraste är februari, med 6 mm nederbörd.